# Rancora brucei
Rancora brucei är en fjärilsart som beskrevs av Smith 1903. Rancora brucei ingår i släktet Rancora och familjen nattflyn. Inga underarter finns listade.